# Tandläkaren i stolen
Tandläkaren i stolen (engelska: Dentist in the Chair) är en brittisk komedifilm från 1960 i regi av Don Chaffey.
Filmen är baserad på Matthew Finchs roman med samma namn. Den fick en uppföljare, Nu tar vi tanden 1961.

## Handling
Inbrottstjuven Sam Field bryter sig in i fel butik och stjäl medicinska instrument istället för silver. Han försöker sen sälja dem till två tandläkarstudenter.

## Rollista i urval
- Bob Monkhouse - David Cookson
- Peggy Cummins - Peggy Travers
- Kenneth Connor - Sam Field
- Eric Barker - dekanen
- Ronnie Stevens - Brian Dexter
- Vincent Ball - Michaels
- Eleanor Summerfield - Ethel
- Reginald Beckwith - mr Watling